# آندری زیتس
آندری زیتس (روسی: Андрей Сергеевич Зейц؛ زادهٔ ۱۴ دسامبر ۱۹۸۶) دوچرخه‌سوار اهل قزاقستان است.
از باشگاه‌هایی که در آن بازی کرده‌است می‌توان به تیم اوریکا–اسکات و تیم آستانه اشاره کرد.